# Caer Gloui
Il regno britannico tardoantico/altomedievale di Caer Gloui aveva la sua capitale appunto a Caer Gloui (la romana Glevum, odierna Gloucester) e comprendeva un territorio più o meno corrispondente alla foce del fiume Severn. La sua caduta viene ricordata, insieme a quella di Caer Baddan e Caer Ceri nella Cronaca anglosassone. Qui avrebbe avuto la sua base Vortigern fino alla sua caduta attorno alla metà del V secolo e questo sarebbe stato il centro delle oeprazioni di Ambrosio Aureliano durante le sue battaglie contro i Sassoni nel sud della Britannia. Sembra che all'inizio il regno comprendesse sia Gloui, sia Baddan, sia Ceri, chiamato Guenet da Nennio. Ciò sembrerebbe parzialmente confermato da Gildas, secondo cui Aurelio Caninio comandò il suo regno come fosse una singola entità politica invece di un sub-stato di minore entità.

## Cronologia
- ca. 410-ca. 443 - Aureliano Ambrosio il Vecchio;
- ?455-ca. 480 - Ambrosio Aureliano, figlio del re supremo della Britannia;
- 441-446 - le difese cittadine sono rimesse in piedi dopo la rivolta degli alleati sassoni e la città viene risistemata e sembra conoscere nuovo splendore. Ma nel 446 la peste colpì la Britannia meridionale, investendo anche questo centro, come dimostra l'archeologia. La città risente anche della nuova rivolta dei Sassoni dell'est (ca. 450);
- ca. 455-ca. 496 - Ambrosio, o forse Artù, sembra aver avuto qui la sua base. Infatti Amesbury (che in sassone era scritta Ambresbyrig, cioè fortezza di Ambrosio) si trova proprio sui confini orientali di questo territorio, proprio nell'area centrale delle operazioni militari di Ambrosio. E sembra che la linea difensiva nota come Wansdyke sarebbe stata costruita proprio in questo periodo. Intanto i Sassoni aumentano la loro pressione, ma dopo la vittoria dei Britanni nella battaglia del Mons Badonicus attorno al 496 sembra esserci un rallentamento nelle opere difensive;
- ca. 540 - Aurelio Caninio, sovrano supremo, avrebbe regnato su tutte e tre le città, come sembrerebbe di poter dedurre da Gildas;
- ca. 550 - in questo periodo, dopo la morte di Aurelio o del suo figlio (l'innominato quinto sovrano), sarebbe avvenuta l'eventuale divisione del regno in quelli di Caer Baddan, Caer Ceri e Caer Gloui. Forse ciò dipese dalla tradizione celtica di dividere un regno tra i figli del sovrano defunto;
- ?-577 - Conmail/Cynfael viene ucciso combattendo contro i Sassoni del Wessex e così Caer Gloui, Caer Baddan e Caer Ceri cadono sotto il controllo degli invasori. I Hwicce presero poi questo territorio e alla fine spinsero più a nord i suoi confini, fino al Worcestershire, a spese del regno britannico del Pengwern.